# Biechowo (Grande-Pologne)
Pour les articles homonymes, voir Biechowo.
Biechowo (prononciation : [bjɛˈxɔvɔ], en allemand : Lorenzdorf) est un village polonais de la gmina de Miłosław dans le powiat de Września de la voïvodie de Grande-Pologne dans le centre-ouest de la Pologne.
Il se situe à environ 7 kilomètres au nord-est de Miłosław (siège de la gmina), à 10 kilomètres au sud de Września (siège du powiat) et à 47 kilomètres à l'est de Poznań (capitale régionale).
Le village possédait une population de 347 habitants en 2013.

## Histoire
De 1975 à 1998, le village faisait partie du territoire de la voïvodie de Poznań.

Depuis 1999, Biechowo est situé dans la voïvodie de Grande-Pologne.